# Copa da França de Ciclismo de 2018
A 27.ª edição da Copa da França de Ciclismo de 2018 foi uma série de corridas de ciclismo de estrada que se realizaram na França. Começou a 28 de janeiro com o Grande Prêmio Ciclista la Marsellesa e finalizou a 6 de outubro com o Tour de Vendée.
Fizeram parte da competição as quinze provas de um dia mais importantes do calendário francês do UCI Europe Tour de 2018, dentro da categoria 1.1 e 1.hc. Assim mesmo, fazem parte da classificação todos os ciclistas que têm contrato com equipas ciclistas franceses estabelecendo um sistema de pontuação em função da posição conseguida na cada clássica e a partir daí se cria a classificação.

## Sistema de pontos

### Classificação individual
| Posição | 1  | 2  | 3  | 4  | 5  | 6  | 7  | 8  | 9  | 10 | 11 | 12 | 13 | 14 | 15 |
| Pontos  | 50 | 35 | 25 | 20 | 18 | 16 | 14 | 12 | 10 | 8  | 6  | 5  | 3  | 3  | 3  |

### Classificação por equipas
| Posição | 1  | 2 | 3 | 4 | 5 | 6 | 7 | 8 | 9 |
| Pontos  | 12 | 9 | 8 | 7 | 6 | 5 | 4 | 3 | 2 |

## Corridas pontuáveis
| Classificação | Classificação  | Classificação                        | Classificação       | Classificação                | Classificação                     | Classificação                      |
| Pos.          | Data           | Corrida                              | Vencedor            | Equipa                       | Líder da classificação individual | Líder da classificação por equipas |
| ------------- | -------------- | ------------------------------------ | ------------------- | ---------------------------- | --------------------------------- | ---------------------------------- |
| 1.º           | 28 de janeiro  | Grande Prêmio Ciclista la Marsellesa | Alexandre Geniez    | AG2R La Mondiale             | Alexandre Geniez                  | AG2R La Mondiale                   |
| 2.º           | 18 de março    | Grande Prêmio de Denain              | Kenny Dehaes        | WB-Aqua Protect-Veranclassic | Alexandre Geniez                  | Cofidis                            |
| 3.º           | 24 de março    | Clássica de Loire-Atlantique         | Rasmus Quaade       | BHS-Almeborg Bornholm        | Hugo Hofstetter                   | AG2R La Mondiale                   |
| 4.º           | 30 de março    | Route Adélie                         | Silvan Dillier      | AG2R La Mondiale             | Hugo Hofstetter                   | AG2R La Mondiale                   |
| 5.º           | 1 de abril     | La Roue Tourangelle                  | Marc Sarreau        | Groupama-FDJ                 | Hugo Hofstetter                   | AG2R La Mondiale                   |
| 6.º           | 10 de abril    | Paris-Camembert                      | Lilian Calmejane    | Direct Énergie               | Hugo Hofstetter                   | AG2R La Mondiale                   |
| 7.º           | 14 de abril    | Tour de Finistère                    | Jonathan Hivert     | Direct Énergie               | Hugo Hofstetter                   | AG2R La Mondiale                   |
| 8.º           | 15 de abril    | Tro Bro Leon                         | Christophe Laporte  | Cofidis                      | Hugo Hofstetter                   | Cofidis                            |
| 9.º           | 26 de maio     | Grande Prêmio de Plumelec-Morbihan   | Andrea Pasqualon    | Wanty-Groupe Gobert          | Hugo Hofstetter                   | Cofidis                            |
| 10.º          | 27 de maio     | Boucles de l'Aulne                   | Kévin Le Cunff      | Saint Michel-Auber93         | Hugo Hofstetter                   | Cofidis                            |
| 11.º          | 5 de agosto    | Polynormande                         | Pierre-Luc Périchon | Fortuneo-Samsic              | Hugo Hofstetter                   | Cofidis                            |
| 12.º          | 2 de setembro  | Grande Prêmio de Fourmies            | Pascal Ackermann    | Bora-Hansgrohe               | Hugo Hofstetter                   | Cofidis                            |
| 13.º          | 9 de setembro  | Tour de Doubs                        | Julien Simon        | Cofidis                      | Hugo Hofstetter                   | Cofidis                            |
| 14.º          | 23 de setembro | Grande Prêmio de Isbergues           | Philippe Gilbert    | Quick-Step Floors            | Hugo Hofstetter                   | Cofidis                            |
| 15.º          | 6 de outubro   | Tour de Vendée                       | Nico Denz           | AG2R La Mondiale             | Hugo Hofstetter                   | Cofidis                            |

## Classificações finais
Classificações à data 06/10/2018

### Individual
| Posição | Ciclista           | Equipa               | Pontos |
| ------- | ------------------ | -------------------- | ------ |
| 1.º     | Hugo Hofstetter    | Cofidis              | 151    |
| 2.º     | Samuel Dumoulin    | AG2R La Mondiale     | 121    |
| 3.º     | Christophe Laporte | Cofidis              | 103    |
| 4.º     | Lilian Calmejane   | Direct Énergie       | 89     |
| 5.º     | Guillaume Martin   | Wanty-Groupe Gobert  | 88     |
| 6.º     | Andrea Pasqualon   | Wanty-Groupe Gobert  | 86     |
| 7.º     | Julien Simon       | Cofidis              | 85     |
| 8.º     | Silvan Dillier     | AG2R La Mondiale     | 74     |
| 9.º     | Kévin Le Cunff     | Saint Michel-Auber93 | 73     |
| 10.º    | Valentin Madouas   | Groupama-FDJ         | 68     |

### Jovens
| Posição | Ciclista         | Equipa                      | Pontos |
| ------- | ---------------- | --------------------------- | ------ |
| 1.º     | Hugo Hofstetter  | Cofidis                     | 151    |
| 2.º     | Guillaume Martin | Wanty-Groupe Gobert         | 88     |
| 3.º     | Valentin Madouas | Groupama-FDJ                | 68     |
| 4.º     | Marc Sarreau     | Groupama-FDJ                | 62     |
| 5.º     | Nico Denz        | AG2R La Mondiale            | 50     |
| 6.º     | Pascal Ackermann | Bora-Hansgrohe              | 50     |
| 7.º     | Andrea Vendrame  | Androni Giocattoli-Sidermec | 45     |
| 8.º     | Daniel Hoelgaard | Groupama-FDJ                | 41     |
| 9.º     | Damien Touzé     | Saint Michel-Auber93        | 41     |
| 10.º    | Lennert Teugels  | Cibel-Cebon                 | 35     |

### Equipas
| Posição | Equipa                       | Pontos |
| ------- | ---------------------------- | ------ |
| 1.º     | Cofidis                      | 133    |
| 2.º     | AG2R La Mondiale             | 126    |
| 3.º     | Groupama-FDJ                 | 113    |
| 4.º     | Fortuneo-Samsic              | 97     |
| 5.º     | Saint Michel-Auber93         | 94     |
| 6.º     | Direct Énergie               | 83     |
| 7.º     | Delko Marseille Provence KTM | 64     |
| 8.º     | Team Vital Concept           | 61     |
| 9.º     | Roubaix Lille Métropole      | 53     |